# Diócesis de Bacólod
La diócesis de Bacólod (en latín: Dioecesis Bacolodensis, en inglés: Roman Catholic Diocese of Bacolod y en tagalo: Diyosesis ng Bacolod) es una circunscripción eclesiástica de la Iglesia católica en Filipinas. Se trata de una diócesis latina, sufragánea de la arquidiócesis de Jaro. Desde el 24 de mayo de 2016 su obispo es Patricio Abella Buzon, de la Pía Sociedad de San Francisco de Sales.

## Territorio y organización
La diócesis tiene 2019 km² y extiende su jurisdicción sobre los fieles católicos de rito latino residentes en la región de Bisayas Occidentales en la parte central de la provincia de Negros Occidental, entre la ciudad de Hinigaran, al sur, y la de Victorias, al norte. 
La sede de la diócesis se encuentra en la ciudad de Romblón, en donde se halla la Catedral de San Sebastián. En Silay se halla la Procatedral de San Diego.
En 2020 en la diócesis existían 68 parroquias.

## Historia
La diócesis fue erigida el 15 de julio de 1932 con la bula Ad Christi regnum del papa Pío XI, obteniendo el territorio de las diócesis de 
Cebú y Jaro (hoy ambas arquidiócesis).
Originalmente sufragánea de la arquidiócesis de Manila, el 28 de abril de 1934 pasó a formar parte de la provincia eclesiástica de la arquidiócesis de Cebú, y el 29 de junio de 1951 de la de Jaro.
El 5 de abril de 1955 cedió una parte de su territorio para la erección de la diócesis de Dumaguete mediante la bula Sanctissima ea verba del papa Pío XII.
En febrero de 1981 la diócesis recibió la visita del papa Juan Pablo II.
El 30 de marzo de 1987 cedió otras porciones de territorio para la erección por el papa Juan Pablo II de las diócesis de Cabancalán (mediante la bula Resonant usquequaque) y San Carlos (mediante la bula Certiores quidem facti).
El 25 de diciembre de 1994 el obispo Camilo Gregorio declaró la iglesia de San Diego de Silay como procatedral de la diócesis.

## Estadísticas
Según el Anuario Pontificio 2021 la diócesis tenía a fines de 2020 un total de 1 178 000 fieles bautizados.
| Año                                                                             | Población            | Población | Población      | Sacerdotes | Sacerdotes    | Sacerdotes    | Bautizados por sacerdote | Diáconos permanentes | Religiosos | Religiosos | Parroquias |
| Año                                                                             | Bautizados católicos | Total     | % de católicos | Total      | Clero secular | Clero regular | Bautizados por sacerdote | Diáconos permanentes | Varones    | Mujeres    | Parroquias |
| ------------------------------------------------------------------------------- | -------------------- | --------- | -------------- | ---------- | ------------- | ------------- | ------------------------ | -------------------- | ---------- | ---------- | ---------- |
| 1950                                                                            | 961 628              | 1 218 507 | 78.9           | 80         | 31            | 49            | 12 020                   |                      | 7          | 81         | 55         |
| 1958                                                                            | 702 119              | 847 343   | 82.9           | 90         | 33            | 57            | 7801                     |                      | 37         | 94         | 39         |
| 1970                                                                            | ?                    | 1 268 480 | ?              | 38         | 2             | 36            | ?                        |                      | 59         | 230        | 33         |
| 1980                                                                            | 1 345 594            | 1 619 000 | 83.1           | 153        | 89            | 64            | 8794                     | 1                    | 125        | 185        | 72         |
| 1990                                                                            | 904 181              | 1 023 058 | 88.4           | 108        | 69            | 39            | 8372                     | 1                    | 104        | 147        | 58         |
| 1998                                                                            | 1 034 336            | 1 254 481 | 82.5           | 150        | 94            | 56            | 6895                     |                      | 198        | 160        | 65         |
| 2001                                                                            | 1 034 336            | 1 254 481 | 82.5           | 153        | 97            | 56            | 6760                     |                      | 198        | 160        | 65         |
| 2002                                                                            | 927 697              | 1 236 929 | 75.0           | 142        | 94            | 48            | 6533                     |                      | 130        | 202        | 65         |
| 2003                                                                            | 1 018 147            | 1 357 529 | 75.0           | 148        | 100           | 48            | 6879                     |                      | 113        | 181        | 65         |
| 2004                                                                            | 1 076 783            | 1 252 073 | 86.0           | 148        | 98            | 50            | 7275                     |                      | 140        | 204        | 66         |
| 2006                                                                            | 1 091 668            | 1 307 388 | 83.5           | 164        | 110           | 54            | 6656                     |                      | 99         | 161        | 69         |
| 2012                                                                            | 1 211 000            | 1 474 000 | 82.2           | 141        | 102           | 39            | 8588                     |                      | 92         | 193        | 70         |
| 2015                                                                            | 1 089 128            | 1 396 318 | 78.0           | 161        | 108           | 53            | 6764                     |                      | 147        | 198        | 68         |
| 2018                                                                            | 1 145 283            | 1 527 044 | 75.0           | 165        | 110           | 55            | 6941                     |                      | 118        | 197        | 68         |
| 2020                                                                            | 1 178 000            | 1 570 565 | 75.0           | 157        | 105           | 52            | 7503                     |                      | 91         | 185        | 68         |
| Fuente: Catholic-Hierarchy, que a su vez toma los datos del Anuario Pontificio. |                      |           |                |            |               |               |                          |                      |            |            |            |

## Episcopologio
- Casimiro Lladoc † (23 de junio de 1933-24 de octubre de 1951 falleció)
- Manuel Yap † (5 de marzo de 1952-16 de octubre de 1966 falleció)
- Antonio Yapsutco Fortich † (13 de enero de 1967-31 de enero de 1989 retirado)
- Camilo Diaz Gregorio † (20 de mayo de 1989-28 de agosto de 2000 renunció)
- Vicente Macanan Navarra (24 de mayo de 2001-24 de mayo de 2016 retirado)
- Patricio Abella Buzon, S.D.B., desde el 24 de mayo de 2016